# Matthias Roßbach (Ministerialbeamter)
Matthias Roßbach (* 7. März 1984 in Lippstadt) ist ein deutscher Ministerialbeamter. Er ist seit 2025 Bevollmächtigter des Landes Nordrhein-Westfalen beim Bund.

## Leben
Roßbach legte 2002 das Abitur am Ostendorf-Gymnasium Lippstadt ab. Ab 2002 studierte er Rechtswissenschaft an der Universität Münster. Von 2004 bis 2005 absolvierte er einen Auslandsaufenthalt an der University of Cambridge. 2008 legte er als Landesbester in Nordrhein-Westfalen das erste juristische Staatsexamen ab. Während seines Studiums war er Stipendiat der Konrad-Adenauer-Stiftung und der Studienstiftung des deutschen Volkes gefördert. Von 2009 bis 2011 absolvierte er sein Rechtsreferendariat, unter anderem beim Bundesverfassungsgericht und im Ministerbüro des Innenministeriums Nordrhein-Westfalen. 2011 legte er das zweite juristische Staatsexamen ab. Von 2011 bis 2012 absolvierte er den Master of Laws an der Yale Law School. Er wurde dabei durch das ERP-Stipendienprogramm und den Deutschen Akademischen Austauschdienst (DAAD) gefördert. Von 2012 bis 2013 war er als Gastforscher an der Harvard Law School tätig; dabei wurde er ebenfalls vom DAAD gefördert. Im September und Oktober 2014 absolvierte er einen Forschungsaufenthalt an der Princeton University.
Im Oktober 2014 wurde er als Rechtsanwalt im Bundesstaat New York zugelassen. Von 2013 bis 2018 war er wissenschaftlicher Mitarbeiter am Lehrstuhl für Öffentliches Recht und Finanzrecht von Christian Waldhoff an der Humboldt-Universität zu Berlin. Er wurde 2018 mit dem Lehrpreis für Lehrveranstaltungen des wissenschaftlichen Nachwuchses an der Juristischen Fakultät der Humboldt-Universität zu Berlin ausgezeichnet. Zudem war er von 2013 bis 2017 Mitarbeiter der Prozessbevollmächtigten des Bundesrats im NPD-Verbotsverfahren vor dem Bundesverfassungsgericht, Christoph Möllers und Christian Waldhoff. 2018 wurde Roßbach zum Doktor der Rechte promoviert. Seine Dissertation wurde mit dem Konrad-Redeker-Preis für die beste Promotion auf den Gebieten Verfassungsrecht, Verwaltungsrecht, Anwaltsrecht oder Rechtspolitik ausgezeichnet. Während seiner Promotion wurde er ebenfalls von der Studienstiftung des deutschen Volkes gefördert.
2018 war Roßbach persönlicher Referent des nordrhein-westfälischen Staatssekretärs für Bundes- und Europaangelegenheiten sowie Internationales, Mark Speich. Von 2019 bis 2022 war er Leiter „Koordination der Bundes- und Europapolitik sowie Internationales“ sowie Büroleiter von Staatssekretär Speich in der Vertretung des Landes Nordrhein-Westfalen beim Bund. Seit 2022 leitet Roßbach die Vertretung des Landes Nordrhein-Westfalen beim Bund, seit 2025 als Bevollmächtigter des Landes Nordrhein-Westfalen beim Bund.

## Werke (Auswahl)
- Das Personal der Republik: Entstehung und Entwicklung eines demokratischen Personalverfassungsrechts der Exekutive am Beispiel der Vereinigten Staaten von Amerika (Dissertation), Mohr Siebeck Verlag, Tübingen 2020, ISBN 978-3-16-156722-3
- herausgegeben gemeinsam mit Thomas Kliegel: Das NPD-Verbotsverfahren, Mohr Siebeck Verlag, Tübingen 2020, ISBN 978-3-16-155875-7